# 권대훈
권대훈은 서울대학교 미술대학 교수이다.

## EDUCATION
- 2004 - 영국 런던대 슬레이드 미술학교 MFA 졸업
- 1999 - 서울대학교 대학원 조소전공 졸업
- 1996 - 서울대학교 미술대학 조소과 졸업

## AWARD
- 2011 - 잭골드힐 어워드, 영국 로얄 아카데미 오브 아츠
- 2005 - 영국 왕립 조각가 협회
- 2001 - 중앙 미술대전
- 2000 - 중앙 미술대전

## Solo Exhibition (2005년 이후)
- 2012 - Chalna(찰나), 라흐마니노프스 갤러리, 영국, 런던
- 2010 - 一切有心造(일체유심조), 갤러리 비원 (Beone), 서울
- 2009 - 라흐마니노프스 갤러리, 런던, 영국
- 2005 - 루틴 컨텐포러리 미술과 조명 축제, 영국 웨일즈 루틴

## Group Exhibition & Art Fair (2005년 이후)
- 2011 써머 엑스비션, 로얄아카데미 오브 아츠, 런던
- 2011 몹쓸낭만주의, 아르코미술관, 서울
- 2011 마법의 나라, 양평, 양평군립미술관 개관기획전, 양평

- 2010 눈먼자들의 도시, 보안여관, 서울
- 2010 Primavere del bianco (Springs in white), 서울대 미술관, 서울
- 2010 4482-2010 Utopia/ Dystopia: A Palace with Contemporary Views,
- 2010 OXO Bargehouse, 런던, 영국
- 2010 SBS 투로로우 페스티벌, 오목공원, 서울
- 2010 “Present from the Past”, The Korean Cultural Center, 런던, 영국

- 2009 U.S.B, 한가람 미술관, 예술의 전당, 서울
- 2009 Frieze Art Fair, Rachmaninoff’s, 런던
- 2009 36 프로젝트, 아텔리에 구스타브, 파리, 프랑스

- 2008 지구의 빛, 2008 과학과 예술의 만남, 국립과천과학관, 과천
- 2008 4482, OXO Tower Bargehouse, 런던
- 2008 LUX-(e), Galerie Vanessa Quang, 파리
- 2008 The others, St Marry's Old Church, 런던
- 2008 반응하는 눈: Digital Spectrum, 서울 시립미술관, 서울
- 2008 London lit Plus 페스티벌, The Situation Mordern # 2, 런던
- 2008 00 Nature exhibition, Contemporary Art Project, 런던
- 2008 Electric Blue, Oxo Tower Barge House, 런던
- 2008 Form Art Fair, 런던
- 2007 Arcadia, I-Myu Projects, 런던
- 2007 주 아트페어, 라흐마니노프스 갤러리, 런던
- 2007 4482, Korean Contemporary Artists in London, 런던
- 2007 Performance (Fold 07 출판식 이벤트), Tate Britain, 영국 런던
- 2007 Cool Bits, 갤러리 선 컨템포러리, 서울
- 2006 당인리 문화 공장, 쌈지 스페이스, 한국 서울
- 2006 The event in London, The plum tree, 영국 런던
- 2006 Betrayed by the Senses, 옥소타워 바지하우스, 영국 런던
- 2006 ON, 프로젝트 스페이스 커버업, 영국 런던
- 2005 영국왕립 조각가 협회 공모전, RBS 갤러리, 영국 런던
- 2005 맥스 5 아티스츠 비디오 페스티벌(카페 갤러리 프로젝트), 사우스 파크, 영국 런던
- 2005 25, 익스포져 갤러리, 스완씨, 영국
- 2005 2인전 (권대훈, 데이비드 헌), 라크마니노프스 갤러리, 영국 런던
- 2005 Twenty to One, 카나리 워프, 영국 런던